# Look No Further
«Look No Further» (en español "No Busqué Más") es una canción de la intérprete británica Dido, escrita por esta junto a su hermano Rollo Armstrong y Jon Brion, y producida por este último para su tercer álbum de estudio Safe Trip Home de 2008.
Fue lanzada como descarga digital a través de su web oficial el 22 de agosto de 2008. 
La canción fue descargada cada 1,2 segundos durante los primeros tres días desde Didomusic.com como descarga gratuita.